# Leander (computerspel)
Leander is een computerspel voor de Commodore Amiga ontwikkeld door Traveller's Tales en uitgebracht door Psygnosis in 1991. Het is het eerste spel dat ontwikkeld is door Traveller's Tales. Leander wordt vaak vergeleken met Shadow of the Beast, een eerder spel van Psygnosis.
De spel is ontwikkeld om op de eerste Amigas te kunnen draaien met maar 512 kB aan RAM-geheugen, zoals de Amiga 1000 en Amiga 500. De toen zes jaar oude Original Chip Set (OCS) werd hierdoor maximaal belast. Het originele spel is ontwikkeld voor de Amiga en omgezet door Philipp Wyatt voor W.J.S. Design om op de Atari ST gespeeld te kunnen worden.
Een jaar later is het spel door Electronic Arts opnieuw uitgebracht voor de Sega Mega Drive onder de titel The Legend of Galahad en in de Verenigde Staten als Galahad.

## Verhaal
De speler neemt de rol aan van de heldhaftige ridder Leander, en speelt in drie werelden die elk bestaan uit zeven velden. Het doel van het spel is om de kwaadaardige tovenaar Thanatos te verslaan, en prinses Lucanna te redden.